# Juan Manuel Márquez
Juan Manuel Márquez Méndez (Agosto 23, 1973) é um mexicano ex-lutador de boxe profissional. Ele é o terceiro mexicano a se consagrar campeão de quatro divisões diferentes.
Marquez é um contragolpeador nato, conhecido por ser veloz e extremamente técnico. Ele também é famoso por fazer 3 lutas muito parelhas contra Manny Pacquiao, e vence-lo numa quarta luta por nocaute. A revista Ring classifica Marquez como o #6 melhor peso-por-peso do Mundo.